# Longtime Companion
Longtime Companion (Juntos para siempre, en Hispanoamérica y Compañeros inseparables, en España) es una película de 1989 dirigida por Norman René y protagonizada por Bruce Davison, Campbell Scott, Patrick Cassidy y Mary-Louise Parker. La primera película teatral de gran estreno que trata el tema del SIDA, la película toma su título del eufemismo que The New York Times utilizó durante la década de 1980, para describir a la pareja del mismo sexo sobreviviente de alguien que había muerto de SIDA.

## Argumento
Longtime Companion narra los primeros años de la epidemia del sida a través de su impacto en varios hombres homosexuales y en el amigo heterosexual de uno de ellos. La película se divide en varias secciones identificadas por fechas.

### 3 de julio de 1981
Willy (Campbell Scott), un entrenador personal, y su amigo John (Dermot Mulroney) están pasando tiempo con la adinerada pareja gay conformada por David (Bruce Davison) y Sean (Mark Lamos) en su casa de playa en Fire Island para el 4 de julio. Sean es guionista de la popular telenovela diurna Other People y David proviene de un familia de sangre azul y tiene un gran fondo fiduciario. De vuelta en la ciudad, Howard (Patrick Cassidy) se prepara para una audición para la telenovela de Sean. Su novio es Paul (John Dossett), un ejecutivo de negocios y su vecina de al lado es Lisa (Mary-Louise Parker), una anticuaria, cuyo amigo de la infancia, Fuzzy (Stephen Caffrey), es un abogado que representa a Howard.
Esa mañana, The New York Times publica su primer artículo sobre el surgimiento de un nuevo "cáncer gay". La noticia se difunde cuando los amigos se llaman entre sí. Algunos se preocupan de inmediato, otros se muestran despectivos. Willy se encuentra con Fuzzy en un baile del té más tarde en la tarde y comienzan una relación. Howard consigue el papel.

### 30 de abril de 1982
John es el primero del grupo en ser diagnosticado con la nueva enfermedad, que contrae neumonía. Howard recibe páginas del guion en las que se prevé que su personaje se convierta en el primer personaje abiertamente gay en la televisión diurna. Está muy preocupado por encasillar, temiendo que al interpretar a un gay no le ofrezcan otro tipo de papeles. Willy y Fuzzy se mudan juntos.
John muere poco después de su ingreso en el hospital.

### 17 de junio de 1983
Willy, Fuzzy, Lisa, David y Sean se reúnen en Fire Island con sus amigos Michael y Bob para ver al personaje de Howard aparecer en la telenovela. El grupo también habla de un vecino enfermo que se ha convertido en un paria en la isla. Esa noche, Sean y David discuten sobre los temores de Sean de que podría estar enfermando.

### 7 de septiembre de 1984
Paul está hospitalizado con toxoplasmosis. Sean también está hospitalizado. Willy visita a Sean y está tan aterrorizado de infectarse que se pone una mascarilla quirúrgica y una bata protectora y, cuando Sean lo besa en el cuello, se excusa para ir al baño para fregar la mancha. Michael (Michael Schoeffling) también está visitando a Sean, trayendo consigo preparaciones homeopáticas y un libro de Louise Hay. Howard visita a Paul y rompe a sollozar. Paul trata de tranquilizarlo y consolarlo.

### 22 de marzo de 1985
Sean se ha deteriorado hasta el punto de la demencia. David está ayudando con su escritura y engañando al estudio haciéndole creer que Sean todavía puede trabajar. Fuzzy intenta conseguirle a Howard un papel en la película, pero el productor se niega a contratarlo debido al rumor de que tiene SIDA. El mismo rumor hizo que lo despidieran de su papel en Other People. Paul está de regreso en el hospital luego de una convulsión. David lleva a Sean a dar un paseo, pero tiene que llevarlo a casa cuando Sean orina en una fuente en un parque. Esa noche Willy pilla a Fuzzy revisándose a sí mismo en busca de glándulas inflamadas y hablan sobre su miedo a morir. "¿Qué crees que sucede cuando morimos?" Pregunta Fuzzy. "Podemos tener sexo de nuevo" es la respuesta de Willy.

### 4 de enero de 1986
Sean se ha deteriorado hasta el punto de casi catatonia y tiene un dolor constante. Tiene que estar atado a su cama y ha perdido el control de sus intestinos y vejiga y, como resultado, tiene que usar pañales para adultos. Después de enviar a la enfermera de Sean a hacer un recado, David se sienta con Sean y le dice que está bien dejarlo ir. Sean muere. Willy y Lisa vienen a ayudar a David, y eligen un traje para que Sean lo use para ser incinerado. Fuzzy llama a Gay Men's Health Crisis para encontrar una funeraria. En un raro momento de frivolidad, Lisa y Willy se topan con un vestido rojo ceñido en el armario de Sean y consideran dárselo al empresario de pompas fúnebres. En última instancia, deciden no hacerlo, ya que "necesita un sombrero. ¡Una gran cosa de Bea Lillie!"
Los cuatro van a un restaurante chino para escribir el obituario de Sean e incluyen a David como su "compañero de toda la vida".

### 16 de mayo de 1987
David ha muerto mientras dormía, y este es el día de su servicio conmemorativo. Bob (Brian Cousins) y Willy lo elogian. En la siguiente recepción, los amigos recuerdan una ocasión en la que David se probó el vestido de novia de su hermana, tropezó accidentalmente y se cayó por las escaleras, todavía con él.

### 10 de septiembre de 1988
Fuzzy y Lisa son voluntarias para contestar teléfonos en GMHC. Willy es un "amigo" de un cliente de GMHC, Alberto (Michael Carmine).
Howard ha sido diagnosticado con SIDA. Aunque no se menciona, se presume que Paul ha muerto. Howard usa su fama restante para recaudar dinero para las causas del SIDA organizando un beneficio que incluye una actuación de Finger Lakes Trio de la canción de Village People "YMCA", interpretada en un pastiche de estilo de música de cámara.

## Reparto
- Campbell Scott como Willy
- Patrick Cassidy como Howard
- John Dossett como Paul
- Mary-Louise Parker como Lisa
- Stephen Caffrey como Fuzzy
- Welker White como Rochelle
- Bruce Davison como David
- Mark Lamos como Sean
- Dermot Mulroney como John
- Michael Schoeffling como Michael
- Brian Cousins como Bob
- Annie Golden como Adicto a la heroína
- Brent Barrett como Actor de telenovelas
- Dan Butler como Walter
- Robi Martin como travesti
- Robert Joy como Ron
- Tony Shalhoub como Doctor de Paul
- David Drake como Voluntario de GMHC
- Michael Carmine como Alberto
- Melora Creager como Trío de Finger Lakes
- Jesse Hultberg como Trío de Finger Lakes
- Lee Kimble como Trío de Finger Lakes
- Brad O'Hare como camarero de restaurante

## Producción
La casa de playa que aparece en la película se encuentra en Fire Island Pines, Nueva York y fue construida en 1958.